# Bataille de Bregalnica
Deuxième Guerre balkanique
La bataille de Bregalnica est une bataille de la Deuxième Guerre balkanique qui se déroula du 30 juin au 9 juillet 1913 en Macédoine.
La bataille, qui opposa l'armée serbe et l'armée bulgare, marqua le commencement de la deuxième guerre des Balkans. Les Bulgares attaquèrent sans déclaration de guerre leurs alliés. Après un combat sanglant, les Serbes repoussèrent les attaques et l'emportèrent.
La bataille de la Bregalnica coûta 20 000 tués et blessés aux Serbes et 30 000 tués, blessés et prisonniers aux Bulgares.
Le sort de la deuxième guerre des Balkans fut pratiquement décidé par cette bataille.